# اکسادیازول
اکسادیازول(به انگلیسی: Oxadiazole) دسته ای از ترکیبات هتروسیکلیک آروماتیک و از خانواده آزول‌ها با فرمول مولکولی C2H2N2O هستند. چهار ایزومر از اکسادیازول وجود دارد:   

۱٬۲,۳-اکسادیازول
۱٬۲,۴-اکسادیازول
۱٬۲,۵-اکسادیازول (فورازان)
۴,۳,۱-اکسادیازول

در سال ۲۰۱۸ ، ترکیبی به نام بیس(۱٬۲٬۴-اکسادیازول)بیس(متیلن)دی‌نیترات که قدرت انفجاری در حدود ۱٫۵ برابر قدرت تی‌ان‌تی داشت، در آزمایشگاه تحقیقات ارتش ایالات متحده (ARL) که با آزمایشگاه ملی لس آلاموس همکاری دارد، کشف و توسعه داده شد.